# Бойня в Гэгэнмяо

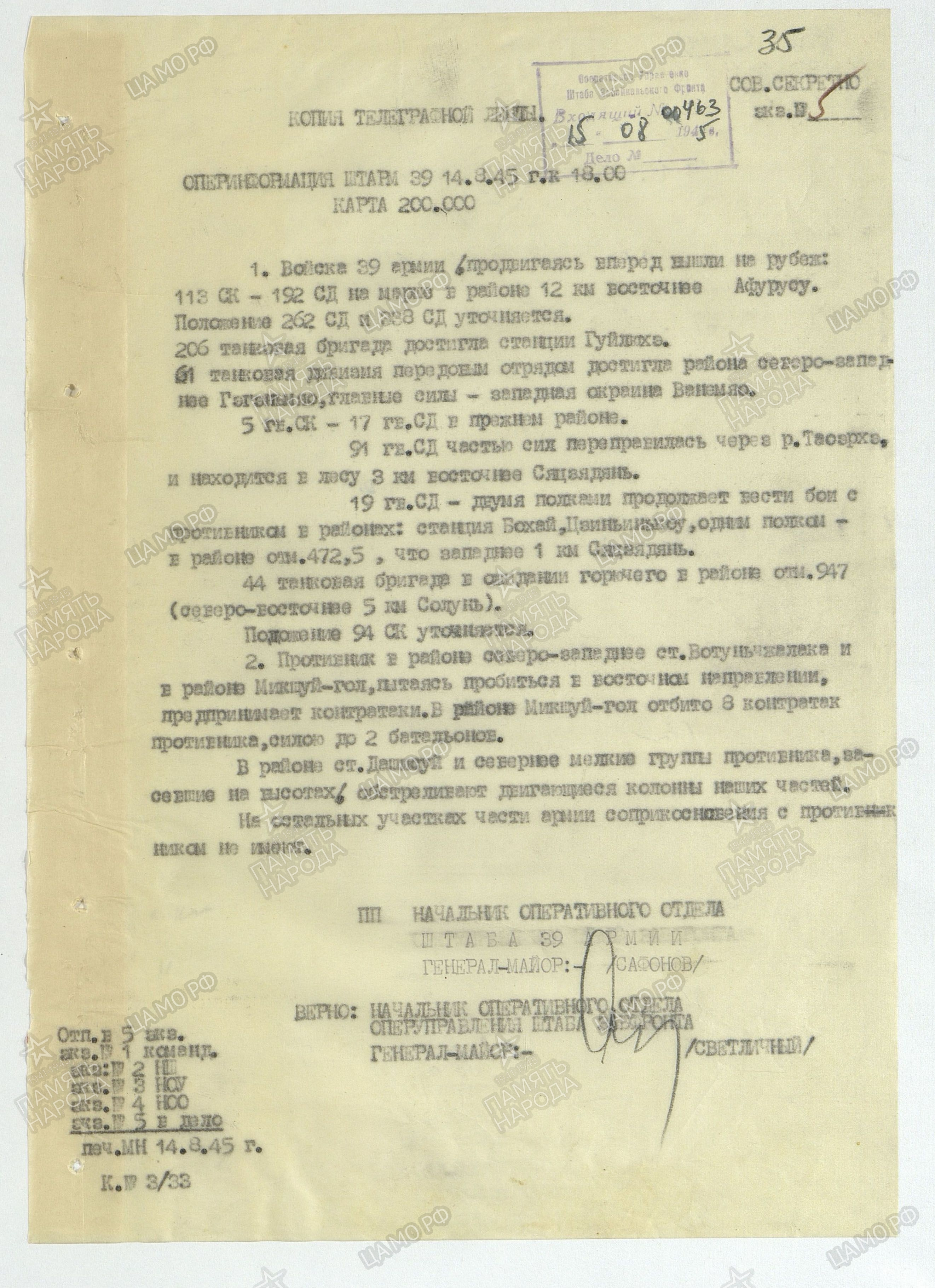
Донесения из советской 39-й армии после бойни, 14 августа 1945 года

Резня в Гэгэнмяо, также известная как инцидент в Гэгэнмяо — массовое убийство более половины группы из 1800 японских женщин и детей, укрывшихся в буддийском монастыре Гэгенмяо (кит. 葛根廟, ныне округ Хорчин-Юицяньци) 14 августа 1945 года во время Маньчжурской стратегической наступательной операции, совершённое советскими и китайскими войсками, а также частью местного китайского населения.
Беженцы были застрелены, задавлены танками или грузовиками или заколоты советскими военными после того, как они подняли белый флаг. В течение двух часов было убито более тысячи японцев, в основном женщин и детей. В бойне также участвовали китайцы. Часть японцев загнали в реку, где они утонули.
Также были засвидетельствованы случаи, когда у матерей отбирали детей, чтобы продать их на рынке в качестве рабов. На рынке японский мальчик мог стоить 300 оккупационных иен, а девочка — 500 иен.

## События 14 августа
8 августа 1945 года СССР нарушил советско-японский договор о нейтралитете и объявил войну Японии, а перед рассветом 9 августа начал вторжение в Маньчжоу-Го, на Корейский полуостров и остров Сахалин.
10 и 11 августа Синьань (иначе называемый улицей Синьань или храмом Ванъя. Позже Уланхот в Хинганском автономном районе Внутренней Монголии) подвергся бомбардировке, практически уничтожившей городские функции Сингана. По оценкам, из 4000 гражданских лиц Главной администрации Синьаня 3 000 находились в Синьане. Синьань давно готовился к советскому вторжению, разработав "Меры Синьмэна", в которых план эвакуации был разделен на три группы в зависимости от района проживания и места работы.
Группа 1: Планировалось эвакуировать жителей западной половины Синьаня во главе с генеральным советником Синьаня Гао Чуанем, где располагалось Главное административное управление, а также семьи персонала, связанного с Военной академией.
Группа 2: планировалась эвакуация жителей восточной половины Сингана под руководством советника Асано Рёдзо, в которую входили сотрудники кооперативных компаний и телеграфно-телефонного бюро. Сообщается, что многие из них были индивидуальными предпринимателями и служащими компаний.
Группа 3: Токийская пионерская группа EBARA и пионерская группа Нии Буцури.
Команда Такацуны отправилась в путь 10-го числа, а к утру 11-го все они уже сидели в последнем товарном поезде и успешно добрались до места.
Также объясняется, что Квантунская армия даже не проинформировала чиновников Главного управления об отступлении, и что жители восточного района, многие из которых были индивидуальными предпринимателями или офисными работниками, оказались в невыгодном положении при получении информации и обеспечении грузовиков и повозок, в то время как жители западного района имели военных, которые первыми узнали о ситуации.
На самом деле, 10-го числа, когда корпус Такацуна 1-й группы, в который входили семьи военнослужащих, собирался, Квантунская армия скорее реквизировала грузовики и повозки, подготовленные корпусом Асано 2-й группы на основе маньчжурских мер, якобы для борьбы с Советской армией, скрывая при этом, что армия выводится сама. Вполне возможно, что первая-третья группы были не просто дивизиями, а порядком, в котором Квантунская армия эвакуировала в первую очередь свои семьи и имущество, чтобы обеспечить их бегство.
В результате группа Асано не только пропустила железнодорожное сообщение, но и столкнулась с трудностями в обеспечении транспорта для больных, пожилых людей и младенцев. В конце концов ей удалось найти один вагон, и в 16 часов 11-го числа была организована боевая группа под командованием Асано.
Известно, что отряд Рёдзо Асано также отправил гонцов в окрестные поселения, чтобы призвать их присоединиться. В ту ночь боевая группа Рёдзо Асано вошла в город Урахата, расположенный в 4 км к востоку от Синьаня, где был организован сбор пищи, а ночевали они в школе и бомбоубежище  Здесь были сформированы семь рот, известных как "Синьаньские семь эскадронов жизни", и для сопровождения каждой роты была выделена горстка людей с винтовками и ручными гранатами.  Первоначальным пунктом назначения боевой группы был поселок 扎扎德特旗 (ジャライド旗) Ондоль (также известный как поселок Ондоль, Индоль и Интор), примерно в 100 километрах к северо-востоку. Однако поезд уже ушел, и хотя 30 конных повозок были подготовлены ранее, они были реквизированы Квантунской армией накануне  (строго говоря, одна повозка была оставлена для перевозки больных ).  Учитывая усталость женщин и девушек и ситуацию с безопасностью в районе, план состоял в том, чтобы отправиться пешком в поселок Гегенмяо, примерно в 35 км к юго-востоку от улицы Синьань, дождаться поезда (линия Байа) до станции Гегенмяо, эвакуироваться в Байчэнцзы (позднее Байчэн в провинции Цзилинь) и сесть на поезд дальше на юг, получив там защиту от Квантунской армии. План был изменен, и движение началось на следующий день, 12-го числа. Существуют версии, что эвакуируемые рассчитывали на храм Гэчжимэн как на место защиты и отдыха, что они полагались на помощь японских лам в храме, и что полиция цигун закопала большое количество опиума в храме Гэчжимэн, готовясь к такому развитию событий, и рассчитывала на него как на средство заработка, если эвакуируемые застрянут в Маньчжурии. Вечером 13-го числа, как говорят, пошел сильный дождь.
Примерно в 11:40 14 августа, когда боевая группа достигла окрестностей холма Гегенмё, где находится ламаистский храм, она столкнулась с пехотным подразделением, в составе которого было 14 советских средних танков и 20 грузовиков. Говорят, что в это время колонна растянулась на два километра, а в живых осталось около сотни человек, хотя неясно, кто был свидетелем инцидента и кому рассказывали эту историю. По имеющимся сведениям, Асано пытался поговорить с ними, но не о белом флаге, а также о том, что пожилая женщина рядом с Асано всегда носила белое одеяло, поэтому белый флаг могли спутать с надутым одеялом старушки. Советские войска начали атаку на боевую колонну с вершины холма, при этом танки вели пулеметный огонь. Советские танки продолжили атаку до некоторого времени, затем повернули назад и повторили атаку четыре или пять раз.  Когда танковые атаки прекратились, советские солдаты высаживались из грузовиков и танков и расстреливали и закалывали штыками выживших одного за другим, как только их находили. По оценкам, их было Даже те, кто избежал гибели от прямого выстрела, были часто ранены пулями или убиты членами семьи, и многие закончили жизнь с семьями на руках или покончили с собой. По оценкам, лишь около ста человек впоследствии были признаны выжившими. Почти 200 из них были учениками национальной школы Синьань на улице Займан. Основные части Квантунской армии, которые должны были сопровождать и контратаковать, уже отошли на юг.
Даже после ухода советских солдат время от времени раздавались звуки выстрелов, предположительно из-за самоубийства. Кроме того, местные жители грабили трупы, сдирая с них одежду и другие вещи. Другие утонули в реке, пытаясь спастись. У одной женщины советские солдаты убили ребенка, после чего на нее напали китайцы, которые сняли с нее всю одежду и отрезали серпом грудь. Когда китайцы нашли выживших матерей и детей, они избили матерей палками и забрали детей. Дети, чьи родители были убиты, были собраны вместе с выжившими взрослыми, и китайцы забрали и их. В то время японских мальчиков обычно продавали за 300 иен, а девочек - за 500 иен. Некоторые из выживших собирались в группы и начинали совершать массовые самоубийства, закалывая ножом тех, кто хотел покончить с собой, а некоторые мужчины и даже женщины уходили, говоря, что создадут отряд смерти с винтовками и пойдут мстить, но, похоже, они не сопротивлялись.
После окончания войны 15 августа нападения на выживших и бежавших перемещенных лиц продолжались. По свидетельству 12-летней девочки, которая после инцидента присоединилась к группе из примерно 10 женщин, на группу женщин, к которой она присоединилась, напали, отобрали одежду и избили толпой, и им потребовалось больше недели, чтобы добраться до станции Чжэньси, расположенной в 10 км от станции Гегенмяо. Женщины решили укрыться в заброшенном доме в поле на небольшом расстоянии от станции, но ночью их обнаружили советские солдаты, которые нападали на них до полуночи. Когда нападение закончилось, советские солдаты набросали в дом кучу мертвой травы с открытой площадки, подожгли ее и попытались сжечь женщин до смерти. Девушка и ее сестра свидетельствовали, что им удалось спастись, поскольку они находились у окна, но другие женщины, по-видимому, не смогли спастись из-за скорости распространения огня. Выжившая девочка была вынуждена жить как оставшаяся сирота.
Тем временем некоторые китайцы, монголы и корейцы снабжали выживших едой, а некоторые китайцы были щедры с детьми. Оставшиеся в живых дети боевой группы, чьи родители были убиты, по разным причинам стали китайскими остаточными сиротами. Около 30 человек стали сиротами. Многие женщины также были вынуждены стать китайскими сиротами.
200 учеников местной школы были убиты, включая директора и его жену.
Фудзивара Сакуя описывает этот инцидент как величайшую трагедию, с которой столкнулись японские беженцы в Маньчжурии в конце войны, поскольку они были без разбору истреблены в результате нападения армии одной страны, а не толпы.  Однако с точки зрения количества жертв, инцидент Садо Кайтакудан (также известный как Инцидент поселения Садо), как утверждается, унес жизни более 1400 человек, или, по одной из версий, около 2000 человек, в ходе самоопределения и боев с Советской армией. Однако жертвами этого инцидента стали члены других пионерских групп, которые собрались в пустующих домах и помещениях после того, как пионерская группа Садо покинула поселение). Инцидент в поселке Садо обычно называют "величайшей трагедией поселка Дзенман".
Что касается причины или толчка к инциденту, то существуют версии, что советские самолеты накануне и в день инцидента прилетали на разведку и сбрасывали бомбы, и что самолеты-разведчики вели группу, или что у группы были проблемы с местными монголами, когда они останавливались в деревне Гегнебяо накануне вечером и сообщили о происшествии. И наоборот, есть свидетельства, что, хотя советские самолеты постоянно пролетали над ними, они не атаковали их каким-то особым образом, поэтому они не были в состоянии особой боевой готовности. Некоторые говорили, что нападение было настолько яростным, что они подумали, что их приняли за японские войска, потому что у мужчин было огнестрельное оружие для защиты, и на самом деле в окрестностях были японские разведчики и посыльные, хотя и не большой контингент, которые также были свидетелями этого инцидента. Беженцев действительно приняли за большой контингент японских войск.
В целом, группы перемещенных лиц в это время часто имели на вооружении не более чем винтовки, а иногда встречались даже группы, оснащенные легкими пулеметами. В пионерских группах, которые первоначально имели дело с бандитами и другими, женщины иногда принимали участие в боевых действиях, а в более позднем инциденте в месте расположения пионерской группы Садо дети старше пятого класса были вынуждены принимать участие в боевых действиях, независимо от пола. В качестве альтернативы возможно, что в этот период до конца войны уже происходили какие-то столкновения с другими японскими гражданскими группами, и у Советской армии, в которой также были женщины-солдаты, сложилось впечатление, что японцы, даже будучи гражданскими группами, смешивались с женщинами и девочками и участвовали в боях. Существуют также теории, что советских генералов, которые хотели использовать поставленное им оружие, мог оттолкнуть тот факт, что Квантунская армия бежала так быстро, что они повернули свои копья в сторону беженцев.
Согласно советским боевым документам, 14 августа советская 17-я гвардейская стрелковая дивизия, 19-я гвардейская стрелковая дивизия, 91-я гвардейская стрелковая дивизия и 61-я танковая дивизия (входила в состав 5-й гвардейский стрелковый корпус 39-я армии. Командир - старший генерал И.И. Людников) остановилась в районе северо-западнее храма Гежне, но боевых действий в районе этого места не вела и выстрелов не производила. 15 августа эта часть продолжила наступление на Бай Чэнцзы и заняла станцию Бай Чэнцзы, которая затем была занята группой танков 61-й танковой дивизии. При просмотре опубликованных после перестройки документов до 2014 года ничего об этом не было найдено.

## Послесловие
Выжившие и их семьи назначили 14 августа днем памяти об этом событии. Церемония проходит в храме Гохякуран-дзи в Токио.
В 2017 году вышел документальный фильм "Свидетель резни Гэгэнмяо", снятый выжившей женщиной, чья мать и младшие братья и сестры были убиты солдатами Красной армии во время резни.